# ブラックフォード郡 (インディアナ州)

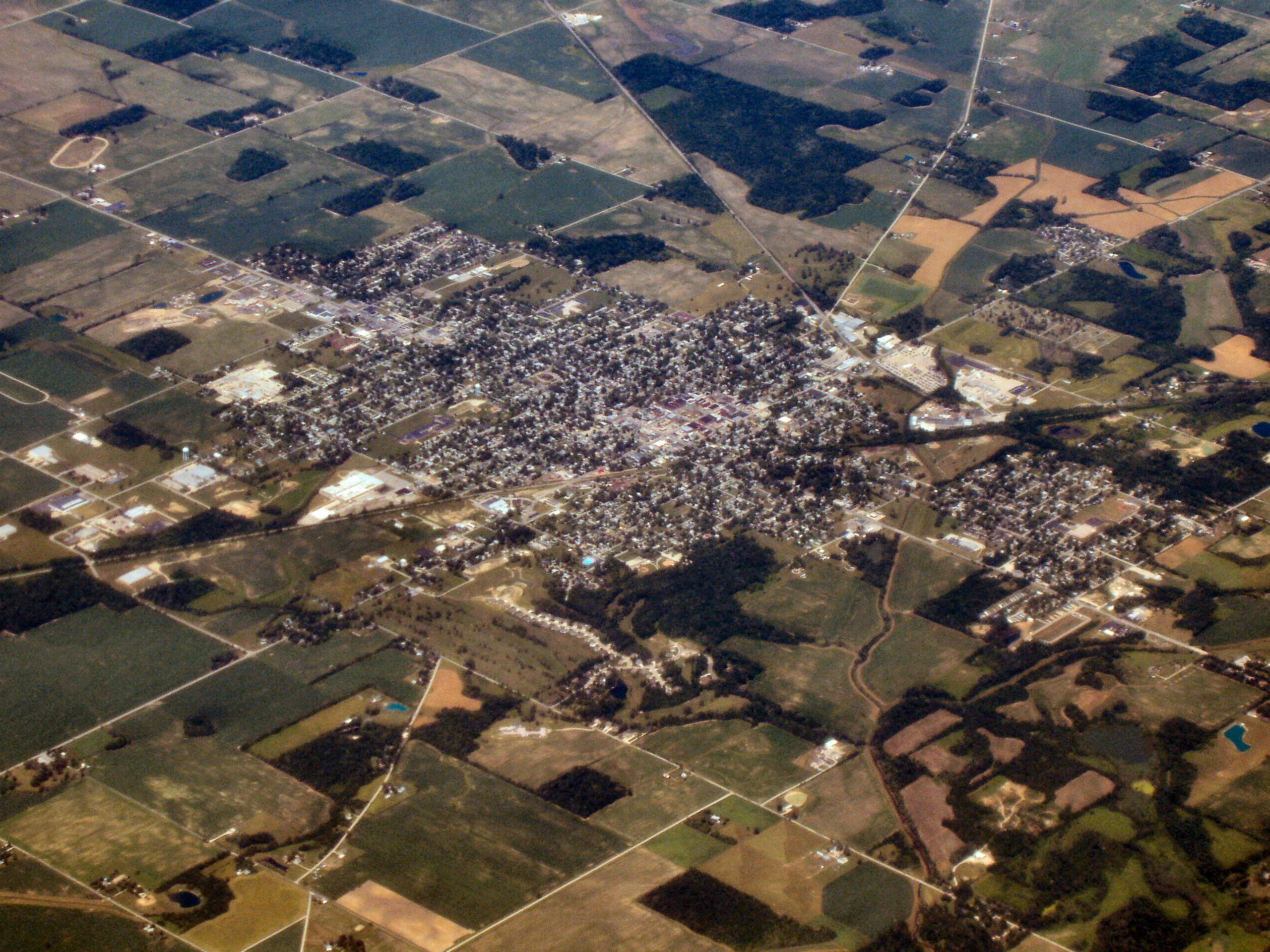
ハートフォードシティ

ブラックフォード郡（Blackford County）は、アメリカ合衆国インディアナ州に位置する郡である。人口は11,841人（2025年推計）。郡庁所在地はハートフォードシティである。

## 地理

インディアナ州内の位置

アメリカ合衆国統計局によると、この郡は総面積428 km2 (165 mi2) である。このうち428 km2 (165 mi2) が陸地で1 km2 (0 mi2) が水地域である。総面積の0.19%が水地域となっている。

### 隣接する郡
- ウェルズ郡  (北)
- ジェイ郡  (東)
- デラウェア郡  (南)
- グラント郡  (西)

## 人口動静
2000年国勢調査で、この郡は人口14,048人、5,690世帯、及び4,028家族が暮らしている。人口密度は33/km2 (85/mi2) である。14/km2 (37/mi2) の平均的な密度に6,155軒の住居が建っている。この郡の人種的構成は白人98.40%、アフリカン・アメリカン0.12%、先住民0.32%、アジア0.16%、太平洋諸島系0.00%、その他の人種0.17%、及び混血0.83%である。人口の0.59%がヒスパニックまたはラテン系である。
この郡内の住民は24.70%が18歳未満の未成年、18歳以上24歳以下が7.50%、25歳以上44歳以下が27.50%、45歳以上64歳以下が24.90%、及び65歳以上が15.40%にわたっている。中央値年齢は38歳である。女性100人ごとに対して男性は96.70人である。18歳以上の女性100人ごとに対して男性は92.80人である。
この郡の世帯ごとの平均的な収入は34,760米ドルであり、家族ごとの平均的な収入は41,758米ドルである。男性は30,172米ドルに対して女性は21,386米ドルの平均的な収入がある。この郡の一人当たりの収入 (per capita income) は16,543米ドルである。人口の8.70%及び家族の6.00%は貧困線以下である。全人口のうち18歳未満の12.30%及び65歳以上の8.60%は貧困線以下の生活を送っている。

## 都市及び町
- ハートフォードシティ（郡庁所在地）
- Dunkirk
- Montpelier
- Shamrock Lakes